# 임충식 (1922년)
임충식(任忠植, 1922년 4월 23일 ~ 1974년 12월 9일)은 대한민국의 군인·정치인이다. 한국 전쟁에 참전하였으며, 육군 대장으로 예편 후 제17대 국방부 장관과 제8·9대 국회의원을 역임했다. 본관은 장흥이며, 전라남도 해남군 계곡면 신기마을 출신이다.

## 학력
- 만주 연길중학 졸업
- 1946 : 대한민국 육군사관학교 1기
- 1949 : 대한민국 육군보병학교 졸업
- 1954 : 미국 육군포병학교 졸업
- 1956 : 대한민국 육군대학 졸업
- 1958 : 국방대학교 행정학사
- 1966 : 국방대학원 행정학 석사

## 경력
- 1950년 6.25 전쟁 발발 시 제18연대장 (중령)
- 1952 : 육군 제7사단장
- 1954 : 육군 제2사단장
- 1960 : 육군본부 인사참모부장
- 1962 : 육군 제5군단장
- 1963 : 국방부 인력차관보
- 1965 : 육군참모차장
- 1967.04 ~ 1968.08 : 합동참모본부 의장
- 1968.08 ~ 1970.03 : 국방부 장관
- 1971 : 제8대 국회의원
- 1973 : 제9대 국회의원

## 상훈
- 태극무공훈장 (1953년 5월 20일)
- 을지무공훈장
- 충무무공훈장
- 화랑무공훈장
- 미국 은성훈장 (1950년)
- 미국 훈공장 (1953년 9월 23일)
- 베트남, 타이, 자유중국(대만) 훈장

## 주요 전투
한국 전쟁 개전 초기 북한군의 강력한 공격에 의해 한강 이남으로 철수하기 시작한 수도사단 제18연대(백골연대)로 원대복귀한 연대장 임충식 중령은 연대 병력을 이끌고 평택-진천-청주-보은-의성 방면으로 축차적으로 철수하면서 지연전을 전개하였다.
국군과 유엔군이 낙동강방어선으로 철수한 직후 수도사단 제18연대는 의성지역에서 제8사단과 함께 동부전선으로 진출을 기도하던 북한군 제8사단과 제12사단의 침공을 저지하기 위한 방어전에 돌입하였다. 제18연대는 의성 북쪽 향로봉과 토곡동 일대에 주저항선을 형성하고 적 제8사단의 침공을 저지하던 제8사단의 향로봉 진지가 돌파됨에 따라 이의 탈환에 나섰으나, 적 제12사단의 침공으로 부득이 보현산으로 철수할 수밖에 없었다. 이후 낙동강방어선에서 적의 침공에 대비하고 있던 제18연대는 낙동강전선의 동부지역을 돌파하려는 적 제12사단이 청송-죽장-기계-안강 축선으로 침공하여 포항을 점령하자 독립 제17연대 및 미 브래들리 특수임무부대와 함께 이 지역에 투입되어 역포위작전을 전개한 끝에 적을 비학산 방면으로 격퇴하였다. 이 전투에서 수도사단 제18연대장 임충식 대령이 포병부대가 포함된 북한군 제12사단을 계속 맹공하자 북한군은 봄, 여름, 가을 각 고지 일대에서 후퇴하여 겨울고지 및 안강 후방고지 일대에 견고한 방어진지를 구축한 뒤 아군이 진지를 구축하는 틈을 타서 때때로 침입해왔다. 연대장은 후퇴 중에도 보급 연락의 불편과 지형적인 악조건을 타개, 안강 및 기계를 점령할 결심으로 제2대대를 예비대로 연대전방지휘소에 대기시키고 제1대대와 제3대대를 공격제대로 하여 03시 45분에 겨울고지를 완전 점령하였다. 또한 결전 단계에서 제7중대가 공격하는 전면의 적 화력이 심하여 중대장이 흉탄에 쓰러지고 일시적으로 혼란상태에 봉착하자 연대장은 생명의 위험을 무릅쓰고 제7중대 OP까지 진출하여 적이 포기한 장비로서 탄약을 보급시키는 등 진두지휘를 통한 장병들의 사기를 고양하여 목표고지를 점령하는데 결정적으로 공헌하였다.
1950년 9월 16일 인천상륙작전과 함께 총 반격의 대열에 나선 수도사단은 도평리-영양-춘양을 거쳐 영월-평창-속사리로 진격을 계속하였으며, 10월 1일 전군의 최선봉으로 제3사단과 함께 38도선을 돌파해, 양양-간성-양구-화천-신고산-안변을 거쳐 10월 10일 원산점령을 위한 공략에 나섰다. 동해 진출의 관문이며 요새인 원산공략을 목전에 둔 제18연대장 임충식 대령은 야포 및 직사포 부대를 보유한 북한군 원산경비 제2여단 및 제246부대의 약 1개 대대 병력이 고원선에서 방어에 나섰다는 보고를 받았다. 적은 이미 계획했던 제2선의 견고한 진지를 이용하여 대기중에 있었으며 화력 배치가 견고하였다. 연대는 OP를 08시 30분에 출발하여 배화리를 경유 원산시 구마동으로 이동시킨 다음 적의 선제를 제압하고 강습적인 화력의 지원아래 원산 서북방 일부 시가에서 363명의 적을 사살하고 직사포 9문을 노획하는 전과를 올리며 원산을 점령하였다.
이후 제18연대는 북진을 계속하며 함흥 공략에 임하였다. 후퇴를 거듭하는 적은 주력을 후퇴시키기 위해 소수의 엄호병력으로 기만적인 수법을 사용하고 있었다. 연대 CP를 정평리(定平里)로부터 흥사리(興士里)로 이동하고 아군의 진격을 저지하려는 40여명의 적을 물리치며 공격을 개시, 흥사리를 점령하고 계속 북진하여 10시에 함흥 시가에 돌입하였다. 때마침 시가전을 기도하기 위해 대기중이던 적을 연대장은 제2대대 전위중대를 지휘하여 전투를 전개하는 한편 제1대대와 제2대대로 하여금 후퇴하는 적을 포착.섬멸토록 하였다. 연패하여 패주하던 적은 봉강 어랑천 북안 일대 고지의 유리한 자연진지에서 제507여단 재편부대, 포연대 및 포 20문을 보유한 청진의 제41사단, 회문에서 증원된 해병 1개 연대 등 약 2개 사단 25,000명의 병력을 규합, 일대 결전으로 전세를 만회하려고 했다. 한.만국경을 목표로 북진중에 있던 수도사단장은 국군의 최선봉에 나서 파죽지세로 적을 추격하고 있던 제18연대로 하여 적의 방어선을 돌파하도록 제1, 2차 공격개시를 명령하였다. 그러나 이 공격에서 적의 병력이 2개 사단 규모라고 판단한 사단장은 작전을 변경하였다. 적을 기존에 설치된 방어진지 밖으로 유도하여 격퇴하기로 결정하고 제18연대를 이동시켰다. 적은 제18연대가 제1, 2차 공격에서 피해를 입어 후퇴한 것으로 오인하고 2개 연대 병력으로 일대 반격전을 감행해왔다. 적은 아군의 의도대로 유도되었으나 오히려 한 때는 제18연대가 위험한 상황에 직면하게 되었다. 그러나 위력적이고 정확한 미 공군의 공중공격과 포지원, 제18연대 장병의 육탄공격으로 적을 섬멸한 후 방어전에서 공격전으로 전환하였다. 이 공격에서 사단은 후방 제1연대를 지원 조공으로 제18연대 좌측의 어랑천 좌측을 담당하게 하고, 후방 예비대로 기갑연대를 배치하는 등 완전 1개 사단 병력으로서 일거에 방어선을 돌파하여 적을 섬멸시키고 목표인 봉강을 점령하였다. 10여 일에 걸친 이 전투는 아군이 38선 이북으로 북진한 이래 처음으로 보는 적의 대규모 반격이었다는데 의의가 있었다.
청진 탈환을 위해 진격하던 수도사단이 나남에 진입할 무렵 45mm직사포 10문과 전차로 무장한 북한군 제40사단 507연대 및 제570연대의 주력 2개 대대가 무산 가도로 후퇴하면서 일부 병력으로는 제18연대의 전진을 저지하고 동시에 그들의 후퇴를 엄호하려 하였다. 그러나 제18연대 1대대는 대대 야간공격을 실시하여 21시에 적의 강력한 방어진지인 303고지를 탈취하였다. 청진 서남부의 외곽 방어고지인 303고지가 무너지자 적은 청진 북쪽의 회령과 웅기 방면으로 도주하였다. 11월 25일 제18연대는 여명공격을 재개하여 청진 서북쪽 송정동까지 진출함으로써 청진을 점령하였다. 이후 부령 및 혜산진까지 진출한 수도사단 제18연대는 중공군의 개입으로 혜산진에서 흥남으로 이동, 12월 17일 흥남항에서 묵호항으로 해상철수작전에 돌입하였다. 묵호항에 상륙한 수도사단은 양양으로 진출하여 제9사단의 양양-서림방어선을 인수한 뒤 방어에 임하였다.
1951년 1월 28일 제3사단으로 예속 변경된 수도사단 제18연대는 중공군 및 북한군의 2월 공세로 횡성에서 철수, 제천을 거쳐 봉화산으로 이동하였다. 4월로 접어들어 인제로 진격한 제3사단은 한석산-경봉지구에서 중공군의 제1차 춘계공세를 방어한 후 5월에는 현리 전투를 전개하였다. 1951년 2월 제2사단 부사단장으로 임명된 임충식 대령은 8월에 전개된 제1, 2차 734고지 전투에 참여한 후 1952년 9월 육군준장으로 진급하여 제7사단장에 보임되었다. 그후 10월에 제7사단을 지휘하여 중동부전선의 크리스마스고지 쟁탈전과 다음해 6월 선우고지 전투를 전개한 장군은 작전지역을 미 제45사단에 인계하고 화천으로 이동, 별우지구 425고지 및 406고지 전초진지쟁탈전을 마지막으로 휴전에 임하였다.

## 같이 보기
- 해남 운곡사 영모당 - 해남군 향토유적 제22호

## 역대 선거 결과
|  | 62.98% |

|  | 56.47% |